# Чучак, Бранко
Бранко Чучак (серб. Branko Čučak / Бранко Чучак; 1 июля 1948, Сараево, СФРЮ — 11 декабря 2008, Источно-Сараево, Босния и Герцеговина) — сербский писатель и поэт, чья поэзия включена во множество сборников, а произведения переведены на множество языков.

## Краткая биография
Вырос в местечке Хан-Песак. В Сараево окончил педагогическое училище, учился на философском факультете. Проживал в Сараево до начала гражданской войны в Югославии, позднее переехал в Баню-Луку, затем снова вернулся в Сараево. В течение своей жизни работал в Хан-Песаке, Сараево и Баня-Луке. Скончался 11 декабря 2008 в больнице Источно-Сараево, похоронен на кладбище Хан-Песака. Ежегодно в марте в Хан-Песаке проходит книжная выставка Чучкови књижевни сусрети. Библиотека там же названа в честь Бранко Чучака.

## Некоторые произведения
- «О ништа и осталом» (1971)
- «Жестока мармелада» (1976)
- «Во у купусу» (1981)
- «Психички изглед» (1984)
- «Умијеће гутања кнедле» (1988)
- «Писана малим словима» (1990)
- «Помрчина виа Чамотиња» (1995)
- «Дирљиви магацин» (1996)
- «Лупа чекића у ремонтном заводу» (1996)
- «Мрсна перница» (1997)
- «Штипаљком за вјетар» (Изабрани стихови, 2000. године)
- «Горио к’о ове новине» (2002)
- «Човјече, у животу нисам чуо овако тужну причу» (2004)
- "Ову би воду требало окупати "(2005)
- «Као након добро обраног бостана» (2008)

Из прозаических произведений выделяются книги «Чуво сам Титу» и сборник рассказов «Ива путује радничком класом», а также романы «Ми се знамо од посљедњег дана» и «Љута битка за собу Шарлот».